# Numismatică

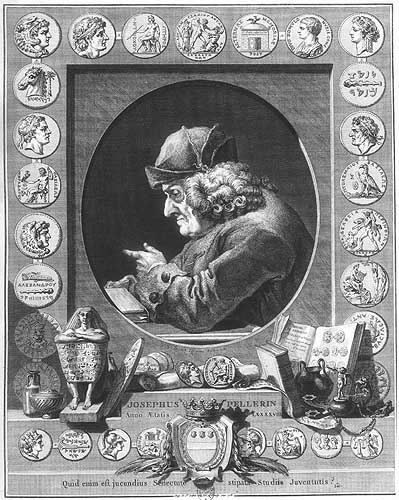
Joseph Pellerin, numismat francez, (1684-1782)

Numismatica (gr. numisma și lat. nummus, -i sau nomisma, -atis - monedă, ban) este știința auxiliară a istoriei având drept obiect de cercetare tipurile de monede, descrierea lor, descifrarea legendelor, materialul din care sunt monedele confecționate, raporturile dintre diferitele categorii de monedă, circulația monetară, alcătuirea Corpusurilor de monede, evoluția sistemelor monetare dispărute. O ramură a numismaticii, medalistica se ocupă cu studiul medaliilor.

## Etimologie

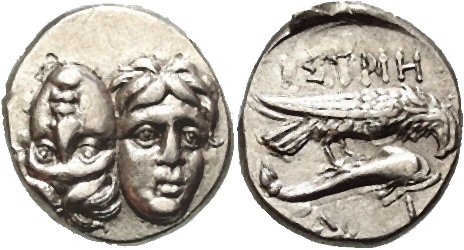
Drahmă de argint emisă de pólisul Histria, în anul 480 î.Hr., prima monedă cunoscută emisă pe teritoriul actual al României. Este o monedă turnată, care are pe avers simbolul orașului, repezentat de un vultur pe un delfin spre stânga, și legenda în alfabetul grecesc IΣTPI (transliterat HISTRI) încadrate într-un pătrat incus, iar pe revers două capete umane alăturate și inversate.

Substantivul românesc numismatică este împrumutat din franceză numismatique, care, la rândul său își are originea în substantivul din latină numisma, iar în genitiv singular numismatis, „monedă”. Substantivul latinesc numisma, numismatis este, la rândul său, un împrumut din greaca veche νόμισμα, transliterat: nómisma, care avea sensul de „cutumă”, „obicei”, „regulă”, iar apoi „monedă având curs legal”. Acest cuvânt nómisma este un derivat al vechiului cuvânt grecesc νόμος, transliterat nómos, cu sensul de „lege”.

## Istoria monedei

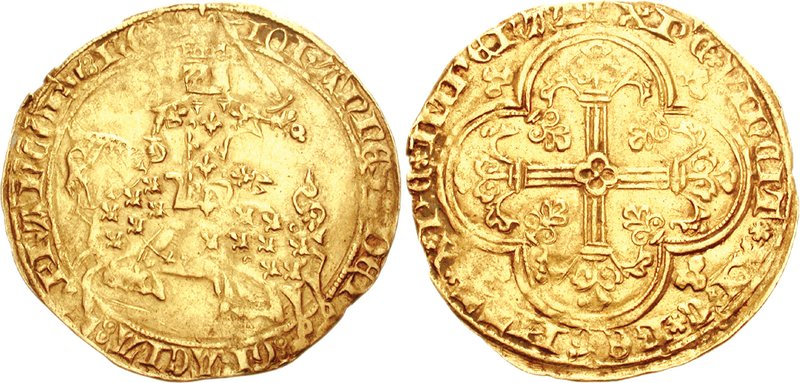
Franc à cheval, emis sub Ioan cel Bun (1360).

Invenție foarte veche, originea monedelor este totuși imposibil de situat geografic și de datat cu precizie. Se poate specula desigur că, încă de la apariția schimburilor comerciale regulate și specializarea sarcinilor sociale, trocul s-a dovedit ineficace și o anumită formă primitivă de monedă a văzut lumina zilei. Probabil constituită la origine din mici obiecte prețioase naturale (ex. cochilii) sau artizanale, moneda s-a perpetuat sub această formă în numeroase regiuni.
Totuși, a trebuit să se aștepte progresul metalurgiei și apariția civilizației grecești pentru a vedea apărute primele monede metalice, în secolul al VII-lea î.Hr. Cam în aceeași epocă, moneda își face, în mod independent, apariția și în China.
Avantajele acestei invenții par decisive și determină un uz economic care s-a perpetuat până la noi.

### Evoluția monedei
Evident, evoluția monedei este determinată mai întâi de răsturnările politice care au avut loc de la apariția ei, dar și de evoluția economică (de exemplu, inflația), precum și de un număr de factori tehnici interni.

## Istoria numismaticii

### Începuturi
Dacă trebuie să dăm crezare istoricului roman Suetonius (70-140 d.Hr.), împăratul Augustus a fost unul dintre primii colecționari de „monede reale și străine”, cu peste 2000 de ani în urmă. Au fost raportate și alte cazuri de colecții și de colecționari în perioada romană; spre deosebire de alte opere de artă, în colecțiile de monede centrul de interes nu cădea doar pe aspectul estetic.
Primele încercări de studiere științifică a monedelor datează din secolele al XIV-lea și al XV-lea. Din această perioadă au ajuns până la noi notițele despre Francesco Petrarca și despre episcopul Stefan Mathias von Neidenburg, care posedau ample colecții de monede istorice, sau, cum se numeau pe atunci, „monede din toate țările”.
Primul text consacrat monedei văzută potrivit unei perspective numismatice pare să ne conducă la De Asse et partibus ejus(consacrat monedelor romane) și la Libellus de moneta graeca ale umanistului francez Guillaume Budé care au apărut în 1514 la Veneția. De Asse a cunoscut un succes atât de mare încât a fost tradus în franceză la cererea regelui Francisc I al Franței sub titlul Summaire ou Epitome du livre de Asse, apoi în italiană.
Primul periodic consacrat monedelor metalice a văzut lumina zilei în Germania cu Blätter für Munzkunde care a apărut la Hanovra din 1834 până în 1844. În Marea Britanie, John Young Ackerman a fondat în 1836 trimestrialul The Numismatic Chronicle, care va apărea până în zilele noastre ca publicație a « Royal Numismatic Society ». În Statele Unite ale Americii, American Numismatic Association (ANA), fără îndoială cea mai importantă societate numismatică din lume cu 33.000 de membri în 2008, a fost fondată la Chicago în octombrie 1891. Unul din fondatorii ANA, George F. Heath publicase, încă din 1888, periodicul The Numismatist, care este și astăzi jurnalul asociației.
Primele studii se focalizau aproape exclusiv asupre monedelor antice (grecești și mai ales romane), înainte să-și extindă interesul spre monedele feudale (occidentale și din lumea islamică). Abia spre sfârșitul secolului al XIX-lea, interesul s-a extins spre toate monedele și spre toate epocile. Primul studiu consacrat dolarului american a apărut abia în 1899. Câțiva oameni de știință, cum sunt francezul Gustave Ponton d'Amécourt sau polonezul Joachim Lelewel, au schimbat, în mod durabil, punctul de vedere.

### Moneda ca problemă politică
Moneda este o problemă națională care face obiectul unei puteri specifice a statului, cea de a bate monedă. Astfel România își bate moneda la Monetăria Statului. Totuși, unele țări pot să-și delege dreptul lor de a bate monedă altor state, astfel Monnaie de Paris, prin monetăria sa din Pessac (Gironde) bate moneda principatului monegasc. Primele monede emise de Statul Român au fost bătute la monetării din Franța, Anglia și Belgia.
Dincolo de această autonomie, spațiul european oferă o situație unică în care 19 țări folosesc, în comun, aceeași monedă: euro. Acest spațiu, denumit zona euro, rezultă dintr-o construcție progresivă: la fondarea sa în 1999, zona număra 11 țări (Austria, Belgia, Finlanda, Franța, Germania, Irlanda, Italia, Luxembourg, Portugalia, Spania, Țările de Jos). Au avut loc creșteri succesive în 2001 (Grecia), 2007 (Slovenia), 2008 (Cipru, Malta), 2009 (Slovacia), 2011 (Estonia), 2014 (Letonia) și 2015 (Lituania). Acestor țări li s-au alăturat Monaco, San Marino, Vatican și Andorra, state aflate în uniune monetară cu vecinele lor imediate, care sunt autorizate să-și emită propriile monede euro.
Chiar în cadrul unui spațiu monetar comun, monedele păstrează caracteristici iconografice naționale. Fiecare țară este liberă să aleagă ce figurează pe moneda sa. Țările pot alege ca pe monedele lor să fie reprezentate monumente, efigii ale regilor, simboluri importante ale culturii lor și pentru populația lor. Pe aversul monedelor euro de circulație curentă, elementele grafice sunt comune: 1, 2 și 5 eurocenți: Europa în lume ; 10, 20 și 50 eurocenți: Europa ca alianță de state; 1 și 2 euro: Europa fără frontiere; elemente naționale apar pe reversul monedelor curente.

### Colecții și colecționari celebri
Din epoca Renașterii, era de bon ton pentru persoanele cu dare de mână să posede un cabinet de monede. Printre acești amatori, se pot aminti Petrarca, Familia Medici, Papa Paul al III-lea, regina Cristina a Suediei, Carol al VI-lea al Austriei sau Bartolomeo Borghese. Regele Angliei, George al III-lea, merită un loc deosebit, întrucât pasiunea sa era împărtășită de chirurgul său, William Hunter, ale cărui colecții au format bazele fondului numismatic al muzeului din Glasgow. Colecțiile fratelui acestuia, John Hunter și cele ale lui Hans Sloane au format bazele fondului numismatic ale Muzeului Britanic
Începând cu secolul al XVIII-lea, colecționarii erudiți au constituit cabinete de medalii, numite așa de la denumirea care li se dădea monedelor antice, în care ei își organizau achizițiile.
Mai aproape de noi, regii Carol al II-lea al României, Victor Emmanuel al III-lea al Italiei, Farouk al Egiptului, sau prințul Rainier erau cunoscuți și pentru bogatele lor colecții numismatice.

### Ghiduri și cataloage
Fuzionarea diverselor inventare ale acestor colecții a permis stabilirea unor cataloage numismatice, din ce în ce mai complete. O ilustrare a acestui proces ne este oferită, la sfârșitul secolului al XIX-lea de către Henry Cohen, autor al unui celebru catalog, care cuprindea mai multe zeci de mii de monede imperiale romane.
Descoperirile din cursul secolului al XX-lea, cu tezaure monetare, uneori spectaculoase, cum a fost cea din 1929, cu tezaurul de la Marcianopolis (un lot de peste 80.000 de monede romane de argint a fost descoperit la Devnea, în Bulgaria), și lucrările britanice, au completat lucrările lui Cohen și au dus la crearea celebrului catalog în zece volume, Roman Imperial Coinage, încheiat în anul 1994.
A doua jumătate a secolului al XX-lea vede diversificându-se cercetările numismatice: multiplicarea șantierelor arheologice, folosirea detectoarelor de metale în timpul săpăturilor oficiale și, din nefericire, și clandestine, îmbogățesc masa descoperirilor. Studiul se lărgește cu domenii uneori neglijate, precum sunt numeroasele și diversele emisiuni monetare locale ori fabricarea monedelor din cupru. Informatica oferă puternice mijloace de inventariere, în timp ce tehnicile spectrografice permit o analiză fină a aliajelor.
Astăzi, numismatica constituie un mijloc de petrecere a timpului liber relativ popular, ceea ce a provocat apariția numeroșilor intermediari pe piață, care propun nu numai achiziționarea de monede sau bancnote, ci și a unor servicii cum sunt cele de evaluare a pieselor monetare, vânzări prin licitație etc. Numeroase ghiduri și cataloage numismatice au văzut lumina tiparului. Printre cele mai cunoscute sunt, pentru Statele Unite ale Americii, The Official Red Book, care datează din 1947 și care a depășit 60 de ediții, pentru Regatul Unit, Coins of England & The United Kingdom publicat de celebra firmă Spink (peste 40 de ediții). Ghidul canadian A Charlton Standard Catalogue Canadian Coins a depășit 60 de ediții, etc.
Instaurarea euro a avut drept consecință, în domeniul tipăriturilor specializate în numismatică, apariția unor noi publicații sistematice în Germania, Franța etc.

## Tipuri de colecții și tezaure monetare
Numismații pot alege să-și organizeze colecția urmărind criterii arbitrare și foarte variate. De exemplu:
- după aliaj (aur, argint, bronz, platină, oricalc, ...);
- după monedă (actuală sau veche);
- după valoarea nominală;
- după țară sau zonă geografică;
- după epocă (regim politic, monarh, perioadă istorică, an calendaristic, un eveniment, ...);
- după atelierul monetar, semnul monetar ori semnul / semnătura graficianului;
- după natură (monedă de circulație, monedă de necesitate, medalie, piesă comemorativă; monedă falsă, erori de batere etc.);
- după temă (vapoare, animale, castele, biserici, personalități, sport, ...);
- etc.[16]

Deseori, numismatul se interesează și de bancnote, care reprezintă obiect de studiu al notafiliei.

### Monedele românești emise în epoca modernă (1867 - 2017)

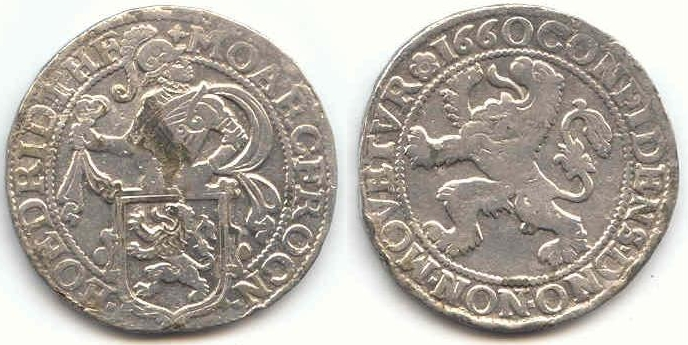
Löwenthaler olandez (Taler-leu) emis în 1660

Denumirea leului românesc a plecat de la talerul olandez care a circulat intens, în secolul al XVII-lea, pe teritorile Țării Românești și Moldovei, precum și la Sud de Dunăre, și care avea gravat pe revers un leu rampant (leu ridicat pe picioarele din spate).
Chiar și după ieșirea din uz a talerilor, numele de „leu” a fost păstrat ca termen generic pentru monede. În 1867, sub Principele Carol, s-a adoptat noul sistem monetar zecimal care denumea moneda națională ca fiind „leul”.  Leul românesc a devenit unitatea monetară a Principatelor Unite ale Moldovei și Țării Românești, iar apoi a României. 
Tot de la talerul olandez provine si denumirea monedei bulgare „leva”, care înseamnă tot „leu”.
Submultiplii leului erau denumiți „bani” (sing. „ban”) și erau în număr de 100 bani = 1 leu.
Denumirea de bani a căpătat, în timp, tripla semnificație:
1. cea care se referă la monedele submultiplii leului;
2. cea care se referă la „bani” ca mijloc financiar;
3. orice altă monedă sau bancnotă, mijloc de plată, indiferent de naționalitate.

După adoptarea legii noului sistem monetar au început sa fie emise monedele de cupru (aramă) cu valorile nominale de 1 ban(u), 2 bani, 5 bani și 10 bani. Baterea monedelor s-a realizat la două monetării din Marea Britanie: Heaton și Watt & Co., ambele din Birmingham